# Sveti Lovreč Labinski
Sveti Lovreč Labinski is een plaats in de gemeente Raša in de Kroatische provincie Istrië. De plaats telt 55 inwoners (2001).